# Majdan Łuczycki
Majdan Łuczycki (prononciation : [ˈmai̯dan wuˈt͡ʂɨt͡ski]) est un village polonais de la gmina de Rudnik dans le powiat de Krasnystaw de la voïvodie de Lublin dans l'est de la Pologne45 habitants y sont recensés en 2011
Il se situe à environ 5 kilomètres à l'est de Rudnik (siège de la gmina), 16 kilomètres au sud-ouest de Krasnystaw (siège du powiat) et 52 kilomètres au sud-est de Lublin (capitale de la voïvodie).

## Histoire
De 1975 à 1998, le village est attaché administrativement à la Voïvodie de Zamość.

Depuis 1999, il fait partie de la nouvelle voïvodie de Lublin.